# Galina Tsariova
Galina Gueórguievna Tsariova –em russo, Галина Георгиевна Царёва– (Velíkiye Luki, 19 de abril de 1950) é uma desportista soviética que competiu no ciclismo na modalidade de pista, especialista na prova de velocidade individual.
Ganhou oito medalhas no Campeonato Mundial de Ciclismo em Pista entre os anos 1969 e 1980.

## Medalheiro internacional
| Campeonato Mundial | Campeonato Mundial            | Campeonato Mundial | Campeonato Mundial    |
| Ano                | Lugar                         | Medalha            | Competição            |
| ------------------ | ----------------------------- | ------------------ | --------------------- |
| 1969               | Brno ( Tchecoslováquia)       | Medalha de ouro    | Velocidade individual |
| 1970               | Leicester ( Reino Unido)      | Medalha de ouro    | Velocidade individual |
| 1971               | Varese ( Itália)              | Medalha de ouro    | Velocidade individual |
| 1974               | Montreal ( Canadá)            | Medalha de bronze  | Velocidade individual |
| 1977               | San Cristóbal ( Venezuela)    | Medalha de ouro    | Velocidade individual |
| 1978               | Munique ( Alemanha Ocidental) | Medalha de ouro    | Velocidade individual |
| 1979               | Amesterdão ( Países Baixos)   | Medalha de ouro    | Velocidade individual |
| 1980               | Besançon ( França)            | Medalha de prata   | Velocidade individual |